# Ảnh toàn ký

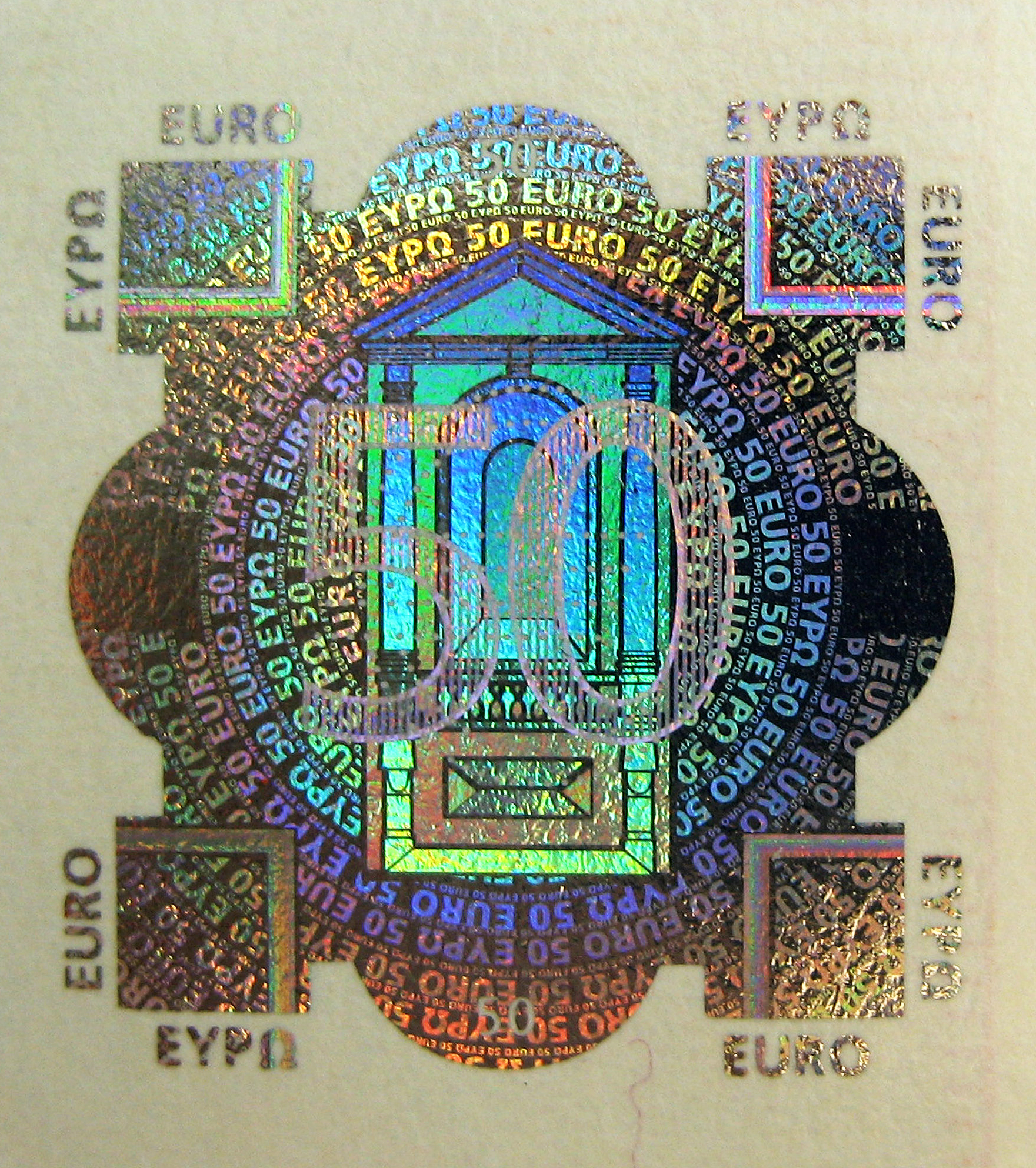
Ảnh toàn ký trên đồng 50 Euro.

Kĩ thuật chụp toàn ảnh hay ảnh toàn ký là phương pháp và kĩ thuật chụp lại và tái dựng hình ảnh ba chiều của vật thể. Kĩ thuật này không cần sử dụng thấu kính quang học nhằm tập trung hình ảnh lên tấm ghi hình hoặc thiết bị kĩ thuật số, thay vào đó sử dụng một nguồn sáng kết hợp như laser chiếu đến vật và cho giao thoa với một chùm laser tham chiếu tại cuộn phim ghi hình. Phương pháp chụp giao thoa này cho phép lưu lại nhiều thông tin hơn hình ảnh 2 chiều, cho phép người quan sát thấy hình ảnh 3 chiều của vật thể khi nhìn dưới những góc khác nhau mà không một kính hỗ trợ nào khác. Một đặc điểm khác so với ảnh thông thường đó là nếu xé ảnh toàn ký thì hình ảnh của vật thể vẫn được bảo toàn trong từng bức ảnh toàn ký nhỏ.
Kĩ thuật này do Dennis Gabor phát triển vào thập niên 1940, nhưng phải đợi cho đến khi laser ra đời thì ý tưởng của ông mới thực hiện được. Nhờ công trình này mà ông được trao giải Nobel Vật lý năm 1971.
Ảnh toàn ký có nhiều ứng dụng trong y học, khoa học, kĩ thuật, kiến trúc và bán lẻ hàng hóa. Mô hình kiến trúc bằng toàn ảnh cho phép các kiến trúc sư mô hình hóa công trình trên không gian ba chiều trước khi triển khai xây dựng. Ảnh toàn ký tái dựng từ những phần xương còn lại của người Lindow (Lindow Man) 2000 năm tuổi phát hiện trong một đầm lầy ở Anh, cho thấy khả năng áp dụng của kĩ thuật này cho ngành nhân chủng học cũng như cho mục đích giáo dục và lưu trữ thông tin.